# Koło Czcicieli Światowida
Lechickie Koło Czcicieli Światowida – zwane inaczej Świętym Kołem Czcicieli Światowida, było odwołującą się do wierzeń słowiańskich grupą religijną założoną w 1921. Jej założycielem i duchowym przywódcą był Władysław Kołodziej (1897-1978). W 1941 roku została powołana Wielka Rada Drzewidów Lechii Polskiej, która działała do końca wojny.
Po wojnie grupa próbowała na nowo podjąć działalność. Władysław Kołodziej powołał w 1945 Wielką Radę Drzewidów Roji, a w 1946 założył w Łodzi Stowarzyszenie Lechitów "Sława". W 1947 władze zakazały jego działalności.
W późniejszym okresie grupa działała nieformalnie, organizując w Warszawie, gdzie od 1956 mieszkał lider grupy, tajne spotkania. W latach 60. i 70. bezskutecznie próbowano zarejestrować Lechickie Stowarzyszenie Czcicieli Światowida. Działalność grupy zamarła na początku lat 80.